# Fernando Hierro
Fernando Ruiz Hierro (phát âm tiếng Tây Ban Nha: [fernando ʝero]; sinh ngày 23 tháng 3 năm 1968) là một cầu thủ bóng đá người Tây Ban Nha hiện đã giải nghệ. Ông chủ yếu được biết đến với sự nghiệp gắn liền cùng Real Madrid và Tây Ban Nha, xuất hiện trong hơn 500 trận đấu chính thức và đại diện cho đội tuyển khi ra sần gần 90 lần trong bốn kì World Cup và hai giải vô địch châu Âu.
Với Real Madrid, ông đã giành được 5 chiếc La Liga và 3 chiếc cúp vô địch Champions League trong vòng gần 15 năm.

## Thống kê sự nghiệp
| #  | Ngày                 | Địa điểm                                                       | Đối thủ              | Bàn thắng | Kết quả | Giải đấu                 |
| -- | -------------------- | -------------------------------------------------------------- | -------------------- | --------- | ------- | ------------------------ |
| 1  | 19 tháng 12 năm 1990 | Benito Villamarín, Sevilla, Tây Ban Nha                        | Albania              | 4–0       | 9–0     | Vòng loại Euro 1992      |
| 2  | 19 tháng 2 năm 1992  | Luís Casanova, Valencia, Tây Ban Nha                           | SNG                  | 1–1       | 1–1     | Giao hữu                 |
| 3  | 11 tháng 3 năm 1992  | José Zorrilla mới, Valladolid, Tây Ban Nha                     | Hoa Kỳ               | 2–0       | 2–0     | Giao hữu                 |
| 4  | 22 tháng 4 năm 1992  | Benito Villamarín, Sevilla, Tây Ban Nha                        | Albania              | 3–0       | 3–0     | Vòng loại World Cup 1994 |
| 5  | 28 tháng 4 năm 1993  | Ramón Sánchez Pizjuán, Sevilla, Tây Ban Nha                    | Bắc Ireland          | 3–1       | 3–1     | Vòng loại World Cup 1994 |
| 6  | 17 tháng 11 năm 1993 | Ramón Sánchez Pizjuán, Sevilla, Tây Ban Nha                    | Đan Mạch             | 1–0       | 1–0     | Vòng loại World Cup 1994 |
| 7  | 2 tháng 7 năm 1994   | Sân vận động Tưởng niệm RFK, Washington, Hoa Kỳ                | Thụy Sĩ              | 1–0       | 3–0     | World Cup 1994           |
| 8  | 17 tháng 12 năm 1994 | Constant Vanden Stock, Bruxelles, Bỉ                           | Bỉ                   | 1–1       | 4–1     | Vòng loại Euro 1996      |
| 9  | 7 tháng 6 năm 1995   | Benito Villamarín, Sevilla, Tây Ban Nha                        | Armenia              | 1–0 (p)   | 1–0     | Vòng loại Euro 1996      |
| 10 | 6 tháng 9 năm 1995   | Los Cármenes mới, Granada, Tây Ban Nha                         | Síp                  | 5–0       | 6–0     | Vòng loại Euro 1996      |
| 11 | 11 tháng 10 năm 1995 | Sân vận động Parken, Copenhagen, Đan Mạch                      | Đan Mạch             | 1–0 (p)   | 1–1     | Vòng loại Euro 1996      |
| 12 | 4 tháng 9 năm 1996   | Svangaskarð, Toftir, Quần đảo Faroe                            | Quần đảo Faroe       | 5–1       | 6–2     | Vòng loại World Cup 1998 |
| 13 | 13 tháng 11 năm 1996 | Heliodoro Rodríguez López, Santa Cruz de Tenerife, Tây Ban Nha | Slovakia             | 4–1       | 4–1     | Vòng loại World Cup 1998 |
| 14 | 30 tháng 4 năm 1997  | Sao Đỏ, Beograd, Serbia                                        | Nam Tư               | 1–0 (p)   | 1–1     | Vòng loại World Cup 1998 |
| 15 | 8 tháng 6 năm 1997   | José Zorrilla mới, Valladolid, Tây Ban Nha                     | Cộng hòa Séc         | 1–0 (p)   | 1–0     | Vòng loại World Cup 1998 |
| 16 | 13 tháng 6 năm 1998  | La Beaujoire, Nantes, Pháp                                     | Nigeria              | 1–0       | 2–3     | World Cup 1998           |
| 17 | 24 tháng 6 năm 1998  | Félix-Bollaert, Lens, Pháp                                     | Bulgaria             | 1–0 (p)   | 6–1     | World Cup 1998           |
| 18 | 14 tháng 10 năm 1998 | Sân vận động Ramat Gan, Ramat Gan, Israel                      | Israel               | 1–1       | 2–1     | Vòng loại Euro 2000      |
| 19 | 27 tháng 3 năm 1999  | Mestalla, Valencia, Tây Ban Nha                                | Áo                   | 4–0 (p)   | 9–0     | Vòng loại Euro 2000      |
| 20 | 5 tháng 5 năm 1999   | Ramón Sánchez Pizjuán, Sevilla, Tây Ban Nha                    | Croatia              | 2–1 (p)   | 3–1     | Giao hữu                 |
| 21 | 5 tháng 6 năm 1999   | El Madrigal, Villarreal, Tây Ban Nha                           | San Marino           | 1–0       | 9–0     | Vòng loại Euro 2000      |
| 22 | 4 tháng 9 năm 1999   | Ernst Happel, Viên, Áo                                         | Áo                   | 2–1       | 3–1     | Vòng loại Euro 2000      |
| 23 | 8 tháng 9 năm 1999   | Vivero mới, Badajoz, Tây Ban Nha                               | Síp                  | 8–0       | 8–0     | Vòng loại Euro 2000      |
| 24 | 7 tháng 10 năm 2000  | Santiago Bernabéu, Madrid, Tây Ban Nha                         | Israel               | 2–0       | 2–0     | Vòng loại World Cup 2002 |
| 25 | 15 tháng 11 năm 2000 | La Cartuja, Sevilla, Tây Ban Nha                               | Hà Lan               | 1–0       | 1–2     | Giao hữu                 |
| 26 | 24 tháng 3 năm 2001  | José Rico Pérez, Alicante, Tây Ban Nha                         | Liechtenstein        | 3–0 (p)   | 5–0     | Vòng loại World Cup 2002 |
| 27 | 2 tháng 6 năm 2001   | Carlos Tartiere, Oviedo, Tây Ban Nha                           | Bosna và Hercegovina | 1–0       | 4–1     | Vòng loại World Cup 2002 |
| 28 | 2 tháng 6 năm 2002   | Sân vận động World Cup Gwangju, Gwangju, Hàn Quốc              | Slovenia             | 3–1 (p)   | 3–1     | World Cup 2002           |
| 29 | 7 tháng 6 năm 2002   | Sân vận động World Cup Jeonju, Jeonju, Hàn Quốc                | Paraguay             | 3–1 (p)   | 3–1     | World Cup 2002           |

## Danh hiệu
Real Madrid
- La Liga: 1989-90, 1994-95, 1996-97, 2000-01, 2002-03.
- Copa del Rey: 1992–93
- Supercopa de España: 1990, 1993, 1997, 2001
- UEFA Champions League: 1997–1998, 1999–2000, 2001–02
- Intercontinental Cup: 1998, 2002
- UEFA Super Cup: 2002
- Copa Iberoamericana: 1994

Al Rayyan
- Emir of Qatar Cup: 2003–04

### Giải thưởng cá nhân
- FIFA XI: 1996, 1997, 1998
- UEFA Club Defender of the Year: 1997–98
- ESM Team of the Year: 1996–97, 1997–98
- FIFA World Cup All-Star Team: 2002